# Ременников, Алексей Михайлович
Алексе́й Миха́йлович Ременников (10 ноября 1918, Петроград — 24 декабря 2007, Казань) советский и российский историк-антиковед, доктор исторических наук (1971), профессор (1973), заслуженный деятель науки Республики Татарстан (1994).

## Биография
Родился в семье учителей. В 1919 - 1930 гг. жил в д. Вишневое Старо-Юрьевского района Воронежской области, где окончил начальную школу. В 1930 г. переехал в Москву.
После окончания Московского университета (1941) с отличием работал учителем в школах Вологодской области.
Призван в армию в 1943 г. Участник Великой Отечественной войны, переводчик на 3-м Белорусском фронте, 251-я Витебская стрелковая дивизия.
В ноябре 1945 г. демобилизован. В 1945-1946 гг. научный сотрудник Центрального государственного архива. В октябре 1946 г. поступил в аспирантуру кафедры истории древнего мира исторического факультета МГУ.
Кандидат исторических наук (1950): «Войны римлян с племенами Северного Причерноморья в III в. н.э», научный руководитель С. Л. Утченко. Доктор исторических наук (1971): «Историческая роль племен Подунавья в падении Римской империи».
В 1950—2001 работал в Казанском педагогическом институте, заведующий кафедрой всеобщей истории (1962-1988), декан факультета. С 2001 года на пенсии.
Скончался 24 декабря 2007 года, похоронен на Арском кладбище Казани.

## Научные интересы
Взаимоотношения Подунавья с Римом в III—IV веках нашей эры.

## Награды
Награждён орденами Отечественной войны 2-й степени, «Знак Почёта», медалями.

## Основные работы
Отдельные издания
- Война Римлян с племенами Северного Причерноморья в III в. н. э.: дис. … канд.ист.наук. М. 1950.
- Борьба племен Северного Причерноморья с Римом в III веке н. э. М. : Изд-во Акад. наук СССР, 1954. 148 с.
- Историческая роль племен Подунавья в падении Римской империи : дис. … д-ра исторических наук : 07.00.00. Казань, 1967. 681 с.
- Борьба племен Северного Подунавья и Поднестровья с Римом и её роль в падении Римской империи : Учеб. пособие. Казань : КГПИ, 1984. 81 с.

Статьи
- К истории сарматских племен на Среднем Дунае // Ученые записки Казан. Гос. Пед. Ин., 12, 1957.
- Борьба племен Среднего Дуная с Римом в 350—370 гг. н. э. // Вестник древней истории. 1960. № 3.
- Вестготы и Римская империя накануне нашествия гуннов // Вестник древней истории. 1967. № 1.
- Из истории готского восстания на Дунае (376—378 гг.) // Проблемы всеобщей истории. Вып. 1. Казань, 1967. С. 287—300.
- Военное искусство племен Подунавья в эпоху войн с Римской империей (IV в. н. э.) // Вестник древней истории. 1970. № 2.
- Западно-европейская буржуазная историография о борьбе племен Подунавья с Римом в III-IV вв. н. э. // Критика буржуазных концепций всеобщей истории. Вып.1. Казань, 1972. С.172-178.
- Взаимоотношения Римской империи и племен Подунавья в 324-337 гг. н. э. // Проблемы всеобщей истории. Вып. 4. Казань, 1974.
- [Рец.] Рикман Э.А. Этническая история населения Поднестровья и прилегающего Подунавья в первых веках нашей эры. М., 1975 // Вестник древней истории. 1979. №4. С.153-157.
- [Рец.] Шофман А.С. Распад империи Александра Македонского. Казань, 1984. // Вопросы истории. 1985. №7. С.135-137.

- Вспоминая военные годы // Музейный вестник КГПУ. 2005. Вып. 2.